# Jala
Jala es una localidad mexicana, cabecera del municipio homónimo, ubicada en el estado de Nayarit. Jala etimológicamente significa "lugar donde abunda la arena (del náhuatl xali- arena, y tla- 'lugar, sitio').
Según el Censo de Población y Vivienda de 2020 realizado por el Instituto Nacional de Estadística y Geografía, el poblado de Jala contaba con 5,844 habitantes.

## Historia
En el centro de Jala se encuentra la Basílica Lateranense de Nuestra Señora de la Asunción, un templo construido a partir de 1856 destacado por su estructura de cantera rosa, verde y amarilla.
En el año 2012, la localidad de Jala se incorporó al programa nacional de Pueblos Mágicos. Desde entonces ha sido promovida con una alternativa turística, principalmente en el ámbito natural. Jala ofrece recorridos en su localidad para observar su arquitectura así como también, un tour y camino por el Volcán "El Ceboruco", uno de los volcanes activos en México que ofrece un ecosistema único en su visita.